# Batalla del río Sambre (57 a. C.)
La batalla del río Sambre o batalla del Sabis fue el enfrentamiento, en julio del año 57 a. C., de las legiones de la República romana dirigidas por Cayo Julio César y las tribus belgas de los nervios, atrebates y viromanduos al mando del jefe Boduognato. La victoria fue de los primeros.

## Antecedentes
En el invierno del 58 a. C.-57 a. C., el procónsul Cayo Julio César escuchó rumores que indicaban la disposición de los belgas para atacar a los romanos a través de cartas del legado Tito Labieno. Supuestamente se habían rebelado, juntando masas de guerreros y realizando asambleas secretas. Así, el procónsul volvió a toda velocidad.
Las numerosas tribus belgas temían que César marchara contra ellos y por eso formaron una gran alianza. Esta información fue útil para que extendiera sus campañas más al norte de la Galia, contratar dos legiones (XIII y XIV) que su lugarteniente Quinto Pedio llevaría a la región y convencer a la tribu de los remos, con capital en Durocortorum, de aliarse con Roma y proporcionarles información y su caballería a pesar de que les exigían entregar rehenes, permitir usar sus ciudades y darles cereales. El senado de ese pueblo se reunió ante César y entregaron a los hijos de sus líderes como rehenes. Las otras tribus belgas respondieron amenazando a los remos.
En abril y como represalia, las tribus enemigas se concentraron en tierras de los belovacos y atacaron un oppidum (villa fortificada) de los remos ubicado cerca del río Áxona llamado Bibrax. Era una alianza que incluía a los belóvacos (prometían 60 000 guerreros a la alianza), suesiones (50 000), nervios (50 000), atrebates (15 000), ambianos (10 000), mórinos (25 000), menapios (9000), cáletes (10 000), veliocases (10 000), viromanduos (10 000), aduáticos (19 000), condrusos, eburones, cerosos y pemanos (40 000 entre los últimos cuatro pueblos) dirigidos por el rey suesión Galba. Historiadores modernos rebajan la cifra a 75 000 a 100 000 guerreros reunidos. Además, estaban pidiendo ayuda a sus aliados germánicos. Historiadores modernos sostienen que en realidad, los nervios y sus aliados más cercanos no lucharon en el Áxona, sólo los belóvacos y suesones. Al parecer, la alianza belga era incapaz de concentrar en un único lugar todas sus fuerzas por dificultades logísticas, así que organizó dos ejércitos, uno que luchó en el Áxona y el otro en el Sabis.
El procónsul decidió aprovechar que los belgas estaban distraídos atacando a sus aliados para responder rápidamente y defender al oppidum y convencer a los eduos de amenazar territorio belóvaco, llevando a esta tribu a abandonar la alianza. Ida la más importante tribu, la mala coordinación de las fuerzas belgas llevó al colapso de la alianza y los guerreros volvieron a las tierras de sus tribus, que son vencidas una por una por los veloces y eficientes romanos, quienes concentraron sus ataques en las tribus más populosas y fuertes. Los romanos pusieron sitio a Noviodunum, capital de los suesiones, que se rindió cuando los defensores vieron las obras de asedio romanas. Siguieron los belóvacos, cuya capital, Bratuspantium, se rindió sin luchar. También recibió muestras de sumisión de los atrebates, viromanduos y ambianos. Sin embargo, los poderosos nervios se negaron a rendirse porque eran los más dispuestos a defender su independencia, se retiraron a sus bosques con sus familias y convencieron a los atrebates, viromanduos y aduáticos de apoyarlos, pero estos últimos no lograron movilizar sus fuerzas a tiempo y no participaron de la batalla.

## Fuerzas enfrentadas
El ejército romano se componía de 8 legiones romanas (32 000 a 40 000 legionarios) más auxiliares. Entre estos últimos habían arqueros cretenses, honderos baleares y jinetes númidas, remos y tréveros. El historiador militar estadounidense Spencer Tucker habla de 40 000 romanos y 20 000 auxiliares, principalmente galos. El historiador alemán del siglo XIX, Hans Delbrück, creía que eran 40 000 legionarios, 10 000 auxiliares y 30 000 a 50 000 no combatientes que seguían al ejército. Su compatriota, Max Eichheim, concuerda en el número de legionarios, pero cree que los auxiliares debían ser 5000 jinetes y 20 000 a 25 000 infantes ligeros.
Según César los belgas sumaban unos 60 000 nervios, 10 000 atrebates y 15 000 viromanduos. Estimaciones modernas dan cifras mucho menores. Delbrück considera exagerados los números de guerreros y bajas belgas que da César, pues los nervios siguieron en pie de guerra en rebeliones futuras: en el 54 a. C., reunieron un gran ejército para ayudar a Ambiórix y en 52 a. C., enviaron 5000 guerreros a Vercingétorix, aunque este último fue más un contingente que una leva de todos sus combatientes, para Delbrúck es obvio que no todos los guerreros y jefes nervios murieron en la batalla del Sambre. A continuación, realiza un análisis demográfico de los territorios de las tribus involucradas, basado en estudios de censos romanos en la Galia Cisalpina, estima 14 a 18 habitantes por km² para la región. Para los territorios galos al norte de los Alpes señala que eran menos avanzados económicamente y vivían en guerras tribales perpetuas, por lo que postula una densidad media de 9 a 12 habitantes por km² pero descendiendo a medida que se avanzaba al norte, con 7 a 8 habitantes por km² en la Galia Bélgica y 5 en Germania. Luego, estima el área dominada por nervios, atrebates y viromanduos en 18 000 a 22 000 km², 11 000 de los cuales en poder de los primeros, y propone que la población total pudo ser de 150 000 personas para las tres tribus, de los que 40 000 pudieron ser hombres adultos. Sin embargo, descontando a viejos, enfermos, discapacitados y esclavos, probablemente sólo tuvieran 30 000 capaces de luchar, aunque el número reunido para una batalla sería muy inferior.
En cambio, Eichheim da una estimación de 25 000 nervios y 10 000 atrebates y viromanduos. Los historiadores Peter Willcox y Duncan B. Campbell dan un margen de entre 25 000 y 50 000 guerreros belgas. El británico Adrian Goldsworthy cree que los belgas eran al menos tan numerosos como los romanos o tenían una amplia ventaja numérica, aunque sin llegar a duplicarlos. Por último, la arqueóloga británica Julie Rosemary Wileman cree que probablemente no pasaban de 25 000.

## Batalla

### Provocación de la caballería belga
Las legiones marcharon por tres días en territorio nervio, recibiendo informes sobre sus posiciones. César llevaba delante sus seis legiones veteranas mientras las dos imberbes escoltaban el bagaje. Al llegar a una colina al noreste del río Sabis empezaron a construir un castrum (campamento). Al oeste del río, en la orilla sur, había otra colina muy boscosa frente a donde los romanos estaban obrando, justo allí estaban los belgas ocultos. Ese monte actualmente se llama Boussières. Ahí tenían su campamento y se preparaban para atacar. Es posible que talaran y recostaran a los árboles jóvenes para usar su ramaje como cobertura.
La caballería y auxiliares de César cruzaron el río, de un metro de profundidad, para explorar la zona y enfrentar a la caballería belga que estaba en la otra orilla y rápidamente huyó al bosque. Después los jinetes galos volvieron a atacar pero de nuevo se retiraron al bosque.

### Carga general de los belgas
Fue entonces cuando los enemigos, ocultos en el bosque, salieron a la carrera organizados en orden de batalla sobre la caballería romana en cuanto vieron el tren de bagaje, a la que pusieron en fuga sin dificultad. Después, los belgas cruzaron el río rápidamente y asaltaron la colina donde los legionarios estaban ocupados construyendo el campamento. César fue con la X legión a darle ánimos. Al parecer, jinetes y auxiliares se escaparon en desorden al campamento en construcción, donde quedaron como una especie de reserva acompañados por los conductores, sirvientes, cantineros y otros no combatientes.
Los romanos no tuvieron tiempo para organizarse para la batalla. Muchos comenzaron a luchar sin casco y no pudieron quitarle las cobijas a sus escudos, reuniéndose donde estaba el estandarte más cercano sin importar si era de su unidad o no. Su experiencia los hacía actuar sin esperar órdenes.

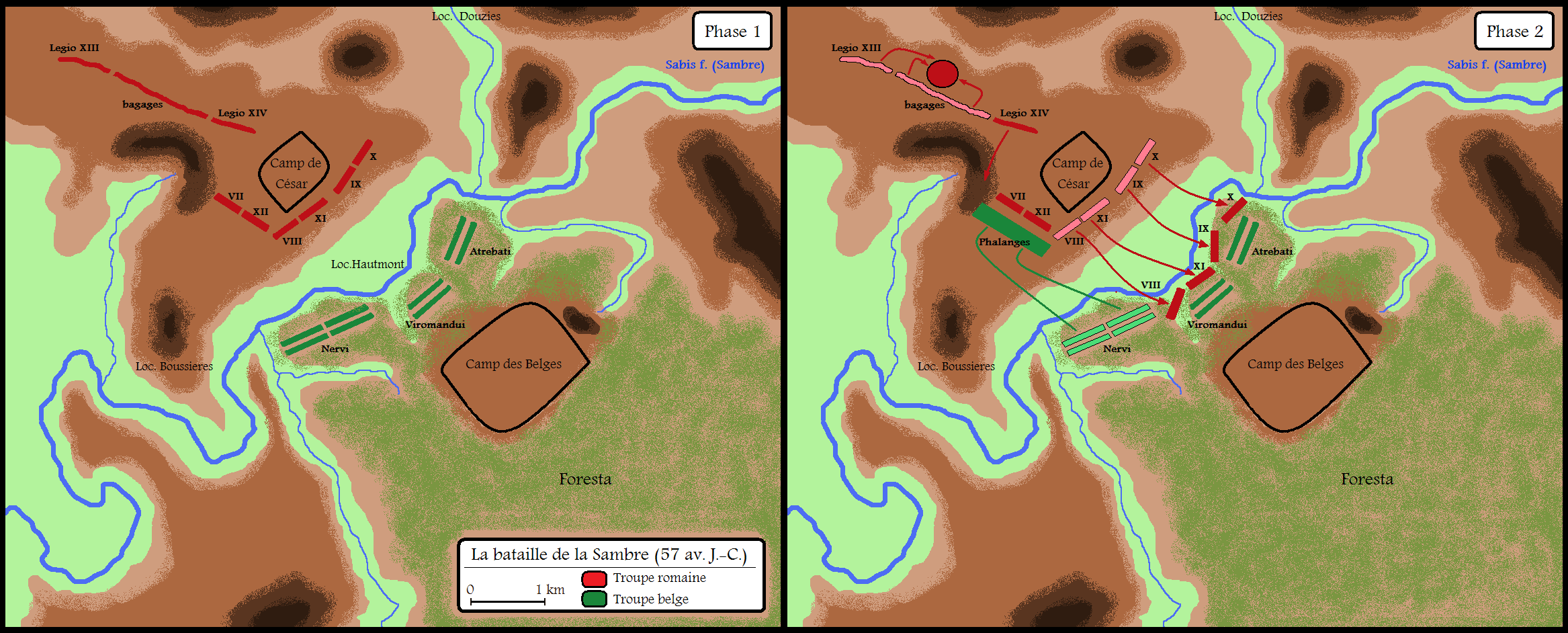
Mapa de la batalla. A la izquierda situación previa al combate y a la derecha cuando cargaron los belgas.

### Reacción romana
En el ala izquierda de la línea romana estaban los soldados de las legiones IX y X enfrentando a los atrebates, que fueron obligados a retroceder al otro lado del río después de recibir una lluvia de pila. Los legionarios continuaron persiguiéndolos y masacrándolos. En el centro las legiones VIII y XI derrotaron a los viromanduos en la orilla del río. En el ala derecha, las legiones VII y XII recibieron el ataque del mayor contingente belga: los nervios, que intentaban rodear su posición. Las legiones del ala derecha estuvieron a punto de colapsar y sólo la disciplina de soldados y oficiales les permitió resistir.
Mientras, las tropas auxiliares estaban huyendo dispersas mientras que el campamento estaba siendo asaltado y saqueado. Posiblemente, fue un momento de pánico donde creyeron que la derrota sería una masacre, a lo que se sumaba la confusión por la presencia de no combatientes en el campamento no terminado.

### Desenlace
César, después de exhortar a la X, fue al ala derecha donde los soldados de la XII eran perseguidos por los nervios. Todos los centuriones de la cuarta cohorte de esa legión, con su signifer, están todos muertos y casi todos los centuriones de las otras cohortes estaban heridos o muertos (Plutarco dice que todos los centuriones de la VII y XII murieron). También murió un gran número de tribunos. Acompañado de sus guardaespaldas, el procónsul reunió las insignias de la XII porque obstaculizaban a los soldados, fue al frente en persona, le quitó el escudo a un soldado que huía y llamando a los centuriones por sus nombres ordenó luchar, abriéndose paso entre los enemigos. La llegada de su general dio nuevos ánimos a los legionarios, que consiguieron rechazar parcialmente al enemigo. Viendo que la VII estaba también en estado crítico, ordenó a los tribunos militares que lentamente las legiones se debían unir y resistir a sus enemigos, que los tenían rodeados. Así, César, rodeado por sus guardaespaldas, dirigió la defensa del cuadro ubicada sobre una colina. Entonces las dos legiones bisoñas que acompañaban el equipaje llegaron y ayudaron al ala derecha.
Entonces Labieno, con la X legión avanzó hasta tomar el campamento enemigo y después dio media vuelta y cargo contra la retaguardia de los nervios. Fueron rodeados y masacrados, sólo 500 guerreros sobrevivieron. De los 400 a 600 miembros de su senado apenas 3 salvaron. Apiano habla de 60 000 belgas muertos. Estimaciones modernas afirman que un tercio de los celtas cayeron en el combate, aproximadamente 10 000 muertos.
El relato de Dion Casio es muy diferente. El sector donde estaba el procónsul colapso y huyó mientras que el resto de la línea pudo resistir, pero luego menciona que César hizo retroceder al enemigo y tomó su campamento. Entonces tomó esas fuerzas victoriosas y atacó a los guerreros belgas que estaban saqueando las trincheras romanas, por lo que no pudieron reaccionar y fueron masacrados. Según estudios modernos, parece ser que Dion Casio confundió distintos eventos de la batalla, como la situación crítica de la VII y XII con la carga de la X, y por ello las contradicciones.
El historiador militar Philip A. G. Sabin señala que de creer en el relato de César, cada tribu habría enfrentado dos legiones a la vez, lo que explicaría porque los más numerosos nervios pusieron en aprietos a sus enemigos mientras que sus aliados se retiraron mucho antes. Sin embargo, la reconstrucción moderna de la batalla hecha por T. Rice Holmes, indica que por su mayor número los nervios probablemente ocupaban cerca de la mitad del frente belga.

## Consecuencias
César prácticamente logró «arrebatar la victoria de las garras de la derrota». De haber perdido hubiera sido un desastre total, a más de 1000 km del territorio romano, pero la sangre fría de su general y el valor y disciplina de sus legiones «convirtió una inminente derrota en una aplastante victoria». La situación fue tan riesgosa como la que viviría muchos años después en Munda, donde también tuvo que intervenir personalmente en la línea de combate para dar ánimos y restablecer el orden. Plutarco dice que sin la intervención de la X, sus compañeros de las legiones VII y XII habrían sido masacrados. Tito Livio también señala lo difícil que fue la batalla.
Sin embargo, fue él quien casi causó el desastre al ordenar construir su campamento sin una línea de soldados listos para luchar, una táctica romana habitual para protegerse cuando hacían esta clase de obras. En cambio, confió en su caballería aliada, que rápidamente había huido del combate, permitiendo a los belgas tomar por sorpresa a los legionarios. Afortunadamente, los romanos demostraron haber ganado experiencia y confianza en su líder después de las campañas del año anterior. No mostraron indisciplina ni desmoralización y pudieron responder rápido al asalto con lo que tenían a mano. Por otra parte, también se ha especulado que Boduognato planeaba atacar a las legiones mientras marchaban o cuando cruzaran el río Sabis, posiblemente informado de su orden por los rehenes belóvacos y suesiones que tenía César. Que los romanos empezaran a construir un campamento pudo sorprenderlo y forzarlo a atacar cuando aún no era detectado.
Los aduáticos, al enterarse de la derrota de sus aliados, se retiraron a un oppidum de origen, Aduatuca, donde César acabaría sitiándolos. Tras esta última victoria, los romanos se harían con el control total sobre los belgas, era septiembre del mismo año. Como efecto colateral, la influencia de los eduos, claves en la campaña, aumento entre los belgas. La campaña de conquista de César, para conseguir riqueza y gloria militar para su carrera política continuó, esta vez contra los vénetos.

### Clásicas
- Apiano. La historia gálica. Libro IV de Historia romana. Digitalizado por UChicago. Basado en traducción griego antiguo-inglés de Horace White, 1912, Harvard University Press, colección Loeb Classical Library.
- Cayo Julio César. Comentarios sobre la guerra de las Galias. Traducción latín-inglés por W. A. McDevitte & W. S. Bohn. 1.ª edición. Nueva York: Harper & Brothers, 1869. Harper's New Classical Library. Digitalizado el Libro II en Perseus. Versión en latín en The latin library.
- Dion Casio. Historia romana. Libro XXXIX. Digitalizado por UChicago. Basado en el volumen 3 de edición de Loeb Classical Library, traducción griego antiguo-inglés por Earnest Cary, 1914.
- Lucio Aneo Floro. Epítome. Digitalizado en inglés por Bill Mayer en UChicago.edu. Véase Libro I. Basado en la obra de 1924, por la Loeb Classical Library, traducción latín-inglés y edición por E. S. Forster.
- Plinio el Viejo. Naturalis historia. Libro IV. Digitalizado por UChicago. Basado en edición latina de Karl Mayhoff, Teubner, 1905.
- Plutarco. Vida de César. Libro 5 de Vidas paralelas. Digitalizado en  UChicago. Basada en traducción de latín-inglés por Bernadotte Perrin, volumen VII de la Loeb Classical Librery, 1919. En español en Imperium.org.
- Suetonio. El divino Julio César. Libro I de Vidas de los doce césares. Digitalizado por UChicago. Basado en traducción latín-inglés por J. C. Rolfe, Loeb Classical Library, 1913. Véase también versión digitalizada por Perseus. Basado en edición y traducción latín-inglés por J. Eugene Reed  & Alexander Thomson, Filadelfia: Gebbie & Co., 1889.
- Tito Livio. Periocas. Versión digitalizada en 2003 por Livius.org. Basada en The Latin Library corregida con la edición de Paul Jal, Budé-edition, 1984. Traducción latín-inglés por Jona Lendering & Andrew Smith. Es un índice y resumen de una edición del siglo IV de su obra Ab Urbe condita (hoy mayormente perdida).

### Modernas
- Delbrück, Hans (1900).  Emil Daniels; Otto Halutz, ed. Geschichte der Kriegskunst im Rahmen der politischen Geschichte (en alemán). Berlín: G. Stilke.
- Dodge, Theodore Ayrault (1892). Cæsar: A History of the Art of War Among the Romans Down to the End of the Roman Empire (en inglés). Nueva York: Houghton Mifflin Company.
- Eichheim, Max (1866). Die Kämpfe der Helvetier, Sueben u. Belgier gegen C. Julius Cäsar. Neue Schlaglichter auf alte Geschichten (en alemán). Ratisbona: Bössenecker.
- Goldsworthy, Adrian Keith (2006). Caesar: Life of a Colossus (en inglés). Londres: Yale University Press. ISBN 9780300120486.
- Holmes, T. Rice (1911). Caesar's Conquest of Gaul (en inglés). Londres: Oxford University Press.
- Moss, Joyce (2006). Classical Literature and Its Times: Profiles of Notable Literary Works and the Historical Events That Influenced Them (en inglés). Farmington Hills: Thomson Gale. ISBN 9780787660383.
- Sabin, Philip A. G. (2015). Lost Battles: Reconstructing the Great Clashes of the Ancient World (en inglés). Londres: Bloomsbury Publishing. ISBN 9780826475176.
- Tucker, Spencer C. (2009). A Global Chronology of Conflict: From the Ancient World to the Modern Middle East. Santa Bárbara: ABC CLIO. ISBN 9781851096725.
- Wilcox, Peter & Duncan B. Campbell (2011). La Guerra de las Galias. Barcelona: Osprey Publishing. Traducción inglés-español por Isabel Galera Ibáñez. ISBN 978-84-473-7335-2.
- Wileman, Julie Rosemary (2014). Warfare in Northern Europe Before the Romans: Evidence from Archaeology. Pen and Sword. ISBN 9781781593257.